# Ambasada Izraela w Polsce

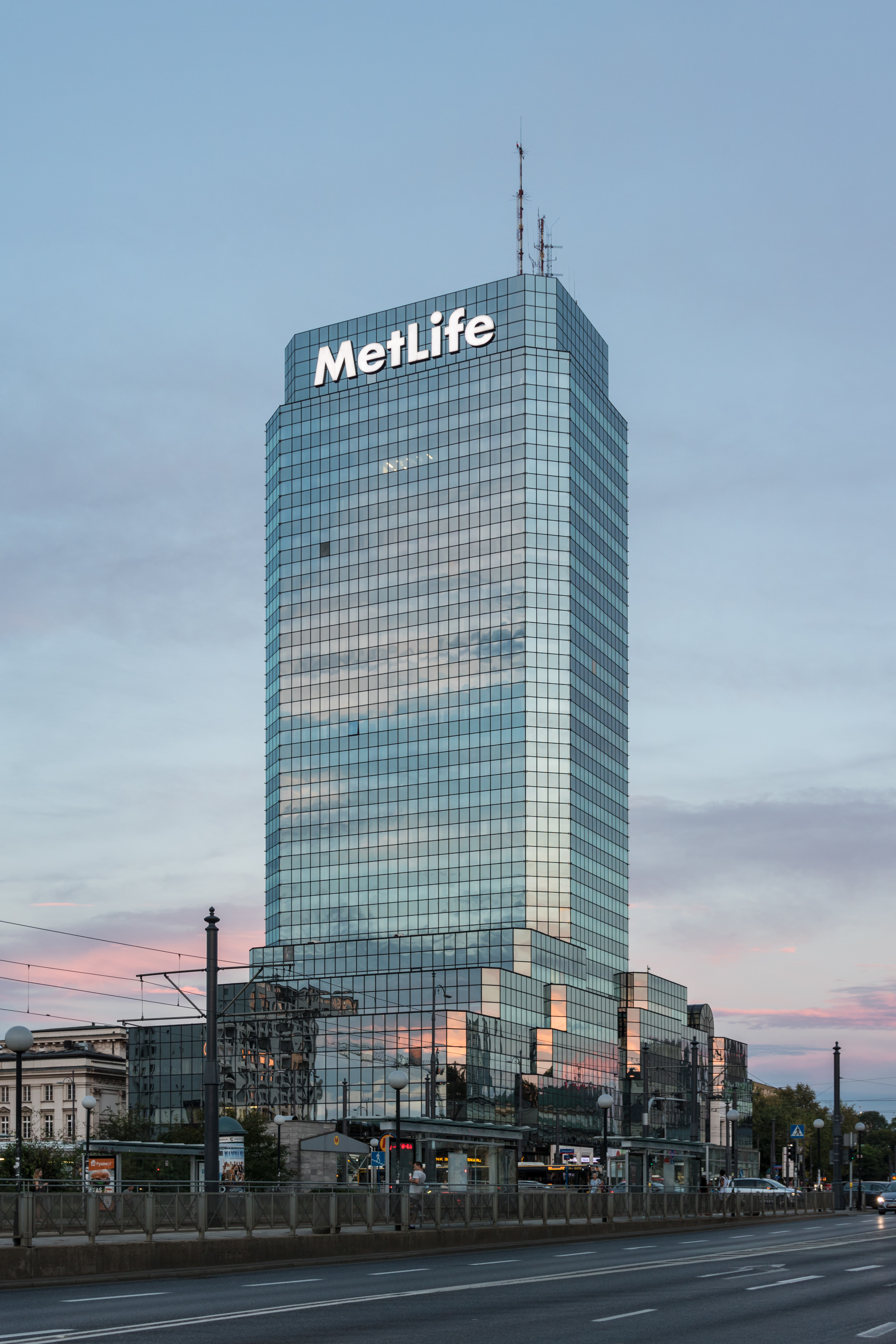
Siedziba przedstawicielstwa Agencji Żydowskiej w Warszawie w Błękitnym Wieżowcu przy pl. Bankowym

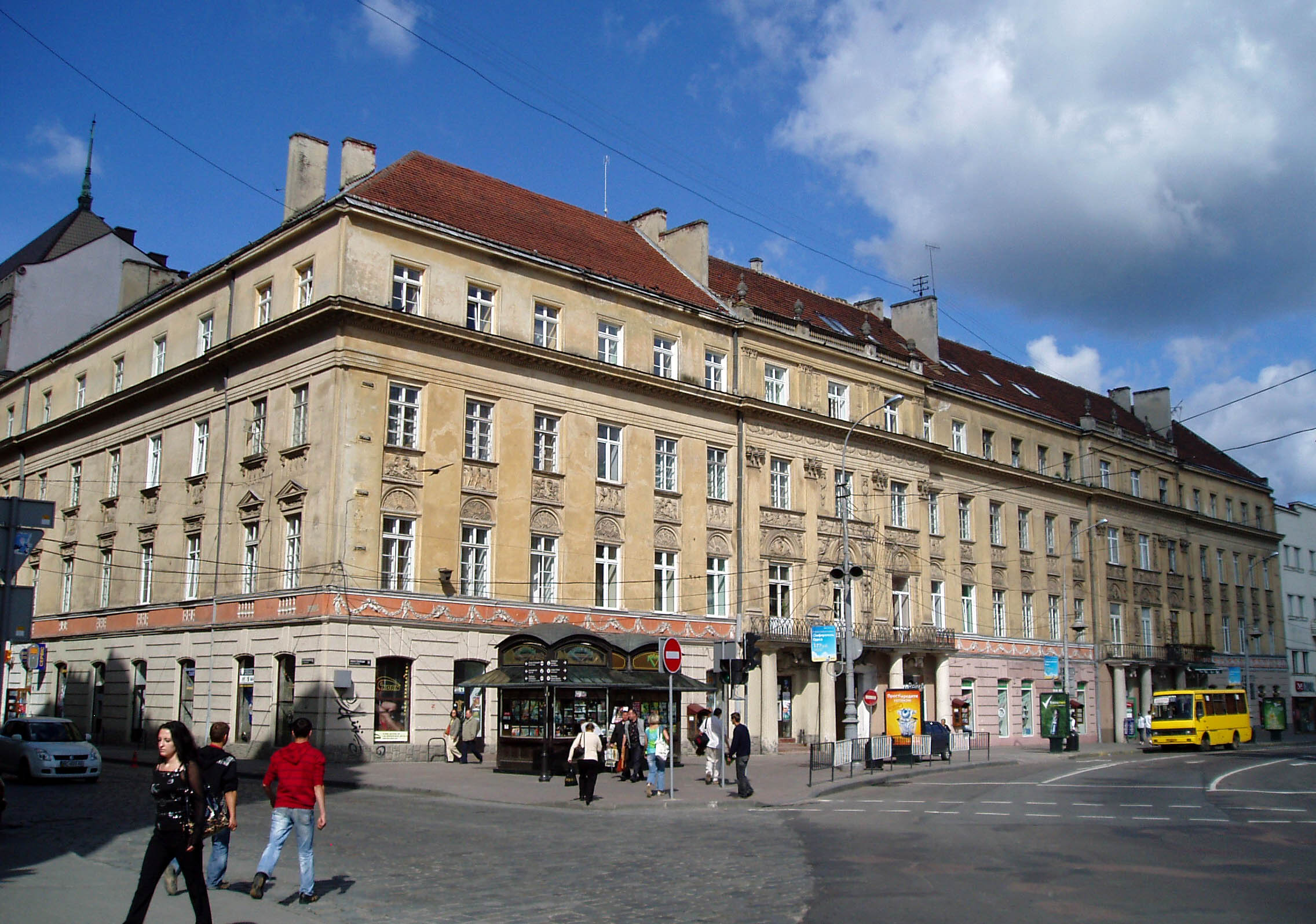
Biuro Palestyńskie we Lwowie przy ul. Kopernika róg Wały Hetmańskie (1924–1939)

Ambasada Izraela w Polsce, Ambasada Państwa Izrael (hebr. ‏שגרירות ישראל בפולין‎) – izraelska placówka dyplomatyczna znajdująca się przy ul. Krzywickiego 24 w Warszawie. Polsko-izraelskie stosunki dyplomatyczne utrzymywano w latach 1948–1967, a wznowiono je w 1990 r.

## Historia

### Okres do nawiązania stosunków dyplomatycznych w 1948 r.
Przed utworzeniem państwa Izrael Polska utrzymywała stosunki z tym krajem za pośrednictwem Wielkiej Brytanii, a rolę przedstawicielstw żydowskiego społeczeństwa w Palestynie oraz jego instytucji spełniała sieć reprezentujących Agencję Żydowską, Biur Palestyńskich (המשרד הארץ-ישראלי) w wielu krajach świata, m.in. od 1918 r. w Warszawie, od 1919 r. w Krakowie i Lwowie, również w Gdańsku, gdzie funkcjonowały do 1939 r.; od 1922 r. na podstawie mandatu Ligi Narodów. Biuro Palestyńskie funkcjonowało też w Warszawie i Gdańsku po II w. św. (1946-1948).

### Okres po nawiązaniu stosunków dyplomatycznych w 1948 r.
We wrześniu 1948 r. rząd Izraela otworzył poselstwo w Warszawie. Od 1966 r. stosunki dyplomatyczne kontynuowano na szczeblu ambasad. 18 lipca 1967 w reakcji na wojnę sześciodniową, rząd PRL jednostronnie zerwał stosunki dyplomatyczne z Izraelem. Placówki dyplomatyczne i konsularne przestały funkcjonować – interesy Izraela w Polsce reprezentowała ambasada Holandii, a Polski w Izraelu przejęła ambasada Finlandii w Tel Awiwie. Poprawa relacji miała miejsce w 1986 r., a jej przejawem było powołanie Sekcji Interesów Izraela przy Ambasadzie Holandii w Warszawie oraz utworzenie Sekcji Interesów PRL przy Banku Polska Kasa Opieki SA w Tel Awiwie. W 1989 r. doszło do usamodzielnienia Sekcji, a przywrócenie stosunków dyplomatycznych nastąpiło 27 lutego 1990.

## Struktura organizacyjna Ambasady
W jej skład wchodzą:
- Departament Edukacji (מחלקת החינוך)
- Departament Handlowy (מחלקת המסחרית), Przedstawicielstwo Administracji Handlu Zagranicznego Ministerstwa Gospodarki i Przemysłu (משרד הכלכלה והתעשיי מינהל סחר חוץ)
- Departament Kultury (מחלקת התרבות)
- Departament Prasowy (מחלקת עיתונות)
- Departament Konsularny (מחלקת הקונסולרית)
- Biuro Attaché Wojskowego (משרד הנספח הצבאי)
- Przedstawicielstwo Agencji Żydowskiej (הסוכנות היהודית לארץ ישראל, Ha-Sochnut ha-Jehudit le-Erec Israel) – Błękitny Wieżowiec, Plac Bankowy 2[6]
- Przedstawicielstwo Izraelskiego Biura Turystyki (משרד התיירות, Israel Government Tourist Office) – Al. Jerozolimskie 65-79[7]

## Siedziba
W okresie międzywojennym Biuro Palestyńskie, określane też Urzędem Palestyńskim, miało swoją siedzibę w Warszawie przy ul. Mariańskiej 10, we Lwowie w domu Galicyjskiego Towarzystwa Kredytowego Ziemskiego (proj. Juliana Zachariewicza) przy ul. Kopernika 2, róg Wałów Hetmańskich (1924–1939). Po II wojnie światowej Biuro Palestyńskie, pod nazwą Biura Emigracyjnego Agencji Żydowskiej dla Palestyny, mieściło się w Warszawie w kamienicy z 1904 r. (proj. Ludwika Panczakiewicza) przy ul. Marszałkowskiej 81 (1946–1948).
W 1948 r. otwarto poselstwo Izraela, które miało siedzibę w hotelu Bristol przy ul. Krakowskie Przedmieście 42/44 (1948), następnie w dawnym domu mieszkalnym Stanisława Kruka i Zygmunta Kurpińskiego z 1924 r. (proj. Antoni Dygat) przy ul. Suchej 24, której w 1951 r. zmieniono nazwę na ul. Krzywickiego (1950–1967). Rezydencja posła mieściła się przy ul. Aldony 22 (1957).
W 2009 r., z uwagi na przeprowadzany remont budynku ambasady, jej tymczasowa siedziba mieściła się w budynku Millennium Plaza w Al. Jerozolimskich 123a.